# Loch Langavat (sjö i Storbritannien, lat 57,80, long -7,02)
Loch Langavat är en sjö i Storbritannien.   Den ligger i kommunen Yttre Hebriderna och riksdelen Skottland, i den nordvästra delen av landet, 800 km nordväst om huvudstaden London. Loch Langavat ligger 142 meter över havet. Den ligger på ön Lewis with Harris. Trakten runt Loch Langavat består i huvudsak av gräsmarker.